# ماتاگوژی
شهر ماتاگوژی (به روسی: Матагужи) در کشور مونته‌نگرو واقع شده‌است. جمعیت این شهر ۱٬۲۹۹ نفر  است.